# Tommaso Aldrovandini

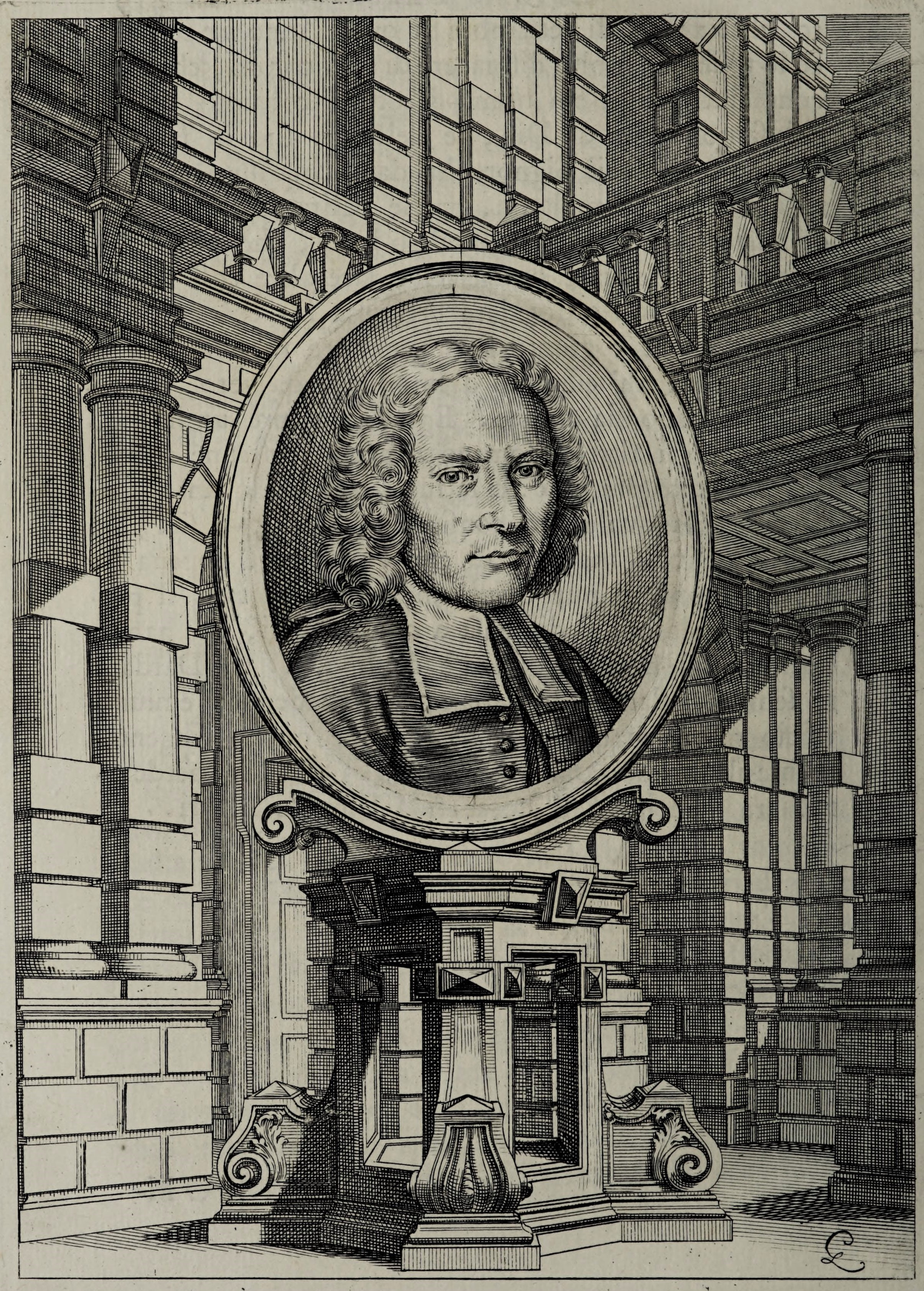
Ritratto di Tommaso Aldrovandini (bulino).

Tommaso Aldrovandini (Bologna, 21 dicembre 1653 – Bologna, 23 ottobre 1736) è stato un pittore italiano appartenente alla famiglia Aldrovandini.

## Biografia
Allievo dello zio Mauro Aldrovandini, fu tra i più celebri quadraturisti italiani. Attivo a Bologna, ma anche in Liguria, fu maestro di suo figlio Pompeo Aldrovandini.